# Gaëtane Thiney
Gaêtane iza Laure Thiney (Troyes, 28 d'octubre de 1985) és una futbolista internacional francesa. Des de 2008 juga al FCF Juvisy, que el 2017 es va convertir en el Paris FC. Juga principalment com a migcampista, i pot jugar també com a davantera.
Thiney va jugar de petitaal Brienne-la-Château, i posteriorment va passar a l'Olympique Saint-Memmie, amb el qual va debutar en la primera divisió francesa el 2000. El 2006 va fitxar per l'US Compiegne, i el 2008 pel FCF Juvisy, amb el qual va debutar en la Lliga de Campions.
El 2003 va guanyar l'Eurocopa sub-19. El 2007 va debutar amb la selecció francesa, amb la qual ha arribat a les semifinals del Mundial 2011 i els Jocs Olímpics de Londres 2012, i els quarts de final del Mundial 2015 i les Eurocopes 2009 i 2013.

## Carrera
Olympique Saint-Memmie (2000-06), US Compiégne (2006-08), FCF Juvisy/ Paris FC (2008-)